# Oleksandr Koltschenko

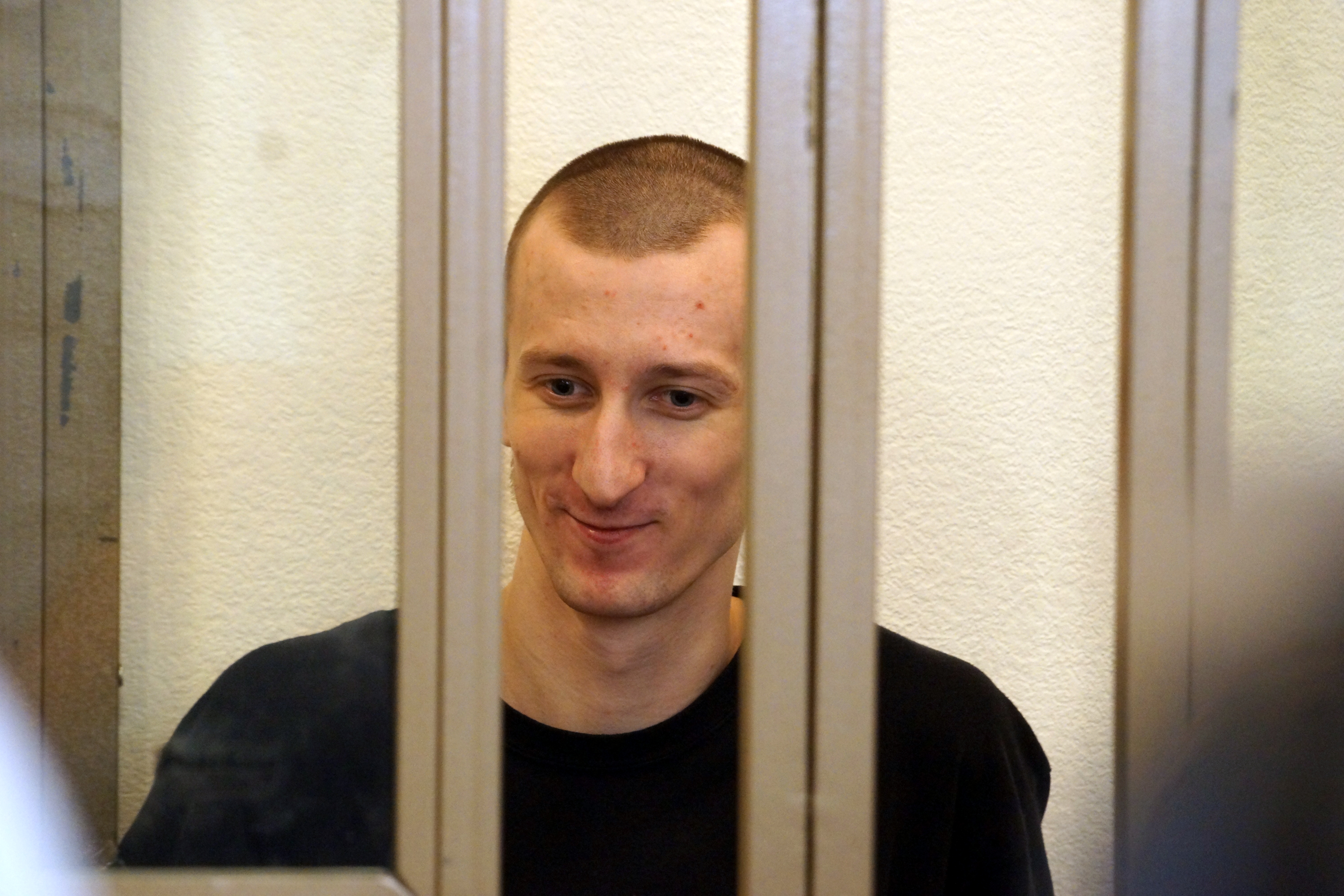
Koltschenko in Haft, 2015

Oleksandr Oleksandrowytsch Koltschenko (ukrainisch Олександр Олександрович Кольченко, geb. am 26. November 1989 in Simferopol, Krim, Ukrainische SSR, Sowjetunion) ist ein ukrainischer Aktivist. Im Zuge des Ukraine-Kriegs und der Annexion der Krim wurden er und drei andere Ukrainer durch den FSB festgenommen und in Russland inhaftiert. Koltschenko wurde beschuldigt, sich an der Vorbereitung von Terroranschlägen beteiligt zu haben. Am 7. September 2019 wurde er im Rahmen eines Gefangenenaustausches freigelassen.

## Leben
Koltschenko studierte Geographie an der Nationalen Taurischen Wernadskyj-Universität in Simferopol. Er setzte sich gegen Studiengebühren ein und wirkte in studentischen Vereinigungen mit. Neben dem Studium arbeitete er als Verlader in der Poststelle und in einem Copyshop. Er lebte zusammen mit seiner Schwester und Mutter in einer kleinen Wohnung im Stadtteil Zagorodnyj. Koltschenko engagierte sich für viele soziale Anliegen. Er war in der anarchistischen und Antifa-Bewegung aktiv, unterstützte Arbeitnehmerrechte von Trolleybusfahrern und nahm an Umweltveranstaltungen teil, zum Beispiel protestierte er gegen den Bau eines umweltschädlichen Tiefwasserhafens auf der Krim.
Laut seiner Mutter hat er mit dem Euromaidan sympathisiert und die territoriale Integrität der Ukraine befürwortet. 2014 war er an Protesten gegen die russische Annexion der Krim beteiligt. Er äußerte sich kritisch über linke Aktivisten, die wegen ihrer Opposition zum Westen Wladimir Putin, den russischen Imperialismus und die selbsternannten „Volksrepubliken“ DNR und LNR unterstützen. Als Beispiele nannte er Borotba in der Ukraine und Sergei Udalzow in Russland.

## Verfolgung und Festnahme
Koltschenko wurde am 16. Mai 2014 in Simferopol festgenommen. Er wurde beschuldigt, am 18. April 2014 an einer geplanten Brandstiftung in dem Bürogebäude der Partei Einiges Russland teilgenommen zu haben und Mitglied einer „terroristischen Gruppe“ zu sein. Zu der Gruppe der sogenannten „Krim-Terroristen“ zählen russische Behörden neben Koltschenko auch den Fotografen Hennadij Afanasjew, den Filmregisseur Oleh Senzow und den Historiker Oleksij Tschirnij. Nach Angaben des FSB waren Mitglieder der Gruppe außerdem an der Brandstiftung in einem anderen Gebäude am 14. April beteiligt. Bei beiden Angriffen wurden keine Personen verletzt. Den vier Männern wird zudem vorgeworfen, ein Bombenattentat auf ein sowjetisches Denkmal für den 9. Mai 2014 vorbereitet zu haben. Am 23. Mai 2014 wurde Koltschenko nach Moskau gebracht und dort im Lefortowo-Gefängnis inhaftiert. Er wird zudem beschuldigt, der ukrainischen ultranationalistischen Organisation Prawyj Sektor anzugehören und Terrorangriffe geplant zu haben.
Im Juni 2015 wurden die Ermittlungen zu Koltschenkos und Senzows Strafverfahren abgeschlossen und der Fall ging vor Gericht. Am 31. Juli 2015 begannen Anhörungen zu dem Fall vor dem Militärgericht in Rostow am Don. Koltschenko stand zusammen mit Oleh Senzow vor Gericht.
Die Anklage gegen Koltschenko und Senzow beruht hauptsächlich auf den Aussagen von Tschirnij und Afanasjew, die mit Senzow und Koltschenko festgenommen wurden. Tschirnij und Afanasjew weigerten sich jedoch im Prozess gegen Koltschenko und Senzow auszusagen. Afanasjew sagte, dass er seine frühere Aussage unter Folter abgegeben habe. Tschirnij und Afanasjew wurden in einem eigenen Prozess zu Haftstrafen von je sieben Jahren verurteilt.

## Verteidigung
Koltschenko wies alle Vorwürfe des Terrorismus zurück. Er habe während der geplanten Brandstiftung Wache gehalten, bestritt jedoch, dass sein Verhalten als Terrorismus einzustufen ist. Laut Koltschenkos Anwältin Swetlana Sidorkina von der Menschenrechtsorganisation Agora hätte er nach russischem Strafrecht höchstens der Brandstiftung, aber nicht des Terrorismus, angeklagt werden können. Die Brandstiftung habe zudem in der Nacht stattgefunden als die Beteiligten sicher waren, dass sich niemand im Gebäude aufhielt. Das vandalierte Gebäude ist nach Erkenntnissen der Charkower Menschenrechtsgruppe und Zeugenaussagen kein Bürogebäude, sondern ein paramilitärischer Stützpunkt, in dem pro-ukrainische Aktivisten festgehalten und die Krim-Annexion koordiniert worden sei. Nach der Menschenrechtsorganisation Memorial wurden ähnliche Angriffe auf Parteibüros in Russland bis dato als Brandstiftung oder „Hooliganismus“ geahndet, nicht als Terrorismus.
Koltschenko bestritt außerdem zu der Organisation Prawyj Sektor zu gehören. Seine politischen Ansichten widersprechen den Positionen der Organisation. In einem Interview während seiner Haft sagte er, dass die russischen Medien den Prawyj Sektor als Rechtfertigung der Annexion brauchen. „Deswegen wird uns eine Mitgliedschaft des Prawyj Sektors zugeschrieben“, so Koltschenko. Der „Rechte Sektor“ verkündete in einem Schreiben, dass die vier von russischen Behörden als „Krim-Terroristen“ bezeichneten Männer nichts mit der Organisation zu tun haben.
Das russische Gericht verweigerte Koltschenko und Senzow den konsularischen Beistand der Ukraine mit der Begründung, dass die Männer russische Staatsbürger seien. Weder Koltschenko noch Senzow haben russische Pässe beantragt, nach der Annexion der Krim gilt jedoch die Regelung, dass man automatisch russischer Bürger wird, wenn man nicht innerhalb eines Monats schriftlich erklärt, dass man seine ukrainische Staatsbürgerschaft behalten möchte.
Ukrainische Behörden bestätigten daraufhin die ukrainische Staatsbürgerschaft Koltschenkos und Senzows und die Kiewer Staatsanwaltschaft eröffnete einen Fall wegen Entführung ukrainischer Staatsangehöriger. Koltschenkos Anwältin zufolge wurde ihm ein russischer Pass am 26. Mai 2014 ausgestellt als er bereits in Gefangenschaft war. Koltschenko wandte sich an den Europäischen Gerichtshof für Menschenrechte im Protest gegen die ihm aufgezwungene russische Staatsbürgerschaft.

## Urteil
Am 25. August 2015 verurteilte das russische Militärgericht Koltschenko zu 10 Jahren Haft. Am Ende der Urteilsverkündung sang Koltschenko zusammen mit Senzow die ukrainische Nationalhymne. Koltschenkos Anwältin sagte, dass sie das Urteil vor dem Europäischen Gerichtshof für Menschenrechte anfechten wird.
Im Februar 2016 berichteten Medien, dass Koltschenko in eine Hochsicherheitsverwahrung in Tscheljabinsk am Ural verlegt wurde.

## Reaktionen
Der Prozess und das Urteil gegen Koltschenko und Senzow wurden in der Ukraine und international kritisiert. Federica Mogherini ließ verkünden, dass die Europäische Union den Prozess gegen Koltschenko als einen Verstoß gegen das Völkerrecht und gegen grundlegende Gerechtigkeitsprinzipien ansieht. Russische Gerichte seien nicht befugt, über Geschehnisse zu urteilen, die außerhalb des russischen Territoriums, hier auf der Krim, stattfanden. Das Strafmaß wurde vom Menschenrechtsbeauftragten der Bundesrepublik, Christoph Strässer, und von David Lidington vom Foreign and Commonwealth Office als unverhältnismäßig hoch und politisch motiviert bezeichnet, das Außenministerium der Vereinigten Staaten sprach von einem eindeutigen Fehlurteil. Die parlamentarische Versammlung der OSZE verurteilte das russische Vorgehen in der Ukraine und forderte in diesem Zusammenhang auch die sofortige Freilassung Koltschenkos und anderer rechtswidrig festgehaltener Ukrainer.
Die russische Menschenrechtsorganisation Memorial sieht in Koltschenko einen politischen Gefangenen. Die Fédération internationale des ligues des droits de l’Homme (FIDH) und 16 andere Organisationen sprachen von einem „Schauprozess“, dessen Ziel sei, alle Kritiker der russischen Präsenz auf der Krim einzuschüchtern. Human Rights Watch ging auch davon aus, dass mit dem Urteil eine Warnung an Kritiker Russlands auf der Krim gesendent werden soll. Amnesty International beschrieb den Prozess gegen Koltschenko als ungerecht und als Verstoß gegen humanitäres Völkerrecht.

## Auszeichnung
Am 24. September 2015 wurde Koltschenko mit dem Orden für Tapferkeit erster Klasse ausgezeichnet für seinen Einsatz für verfassungsmäßige Rechte und Freiheiten und die Integrität des ukrainischen Staates.

## Freilassung

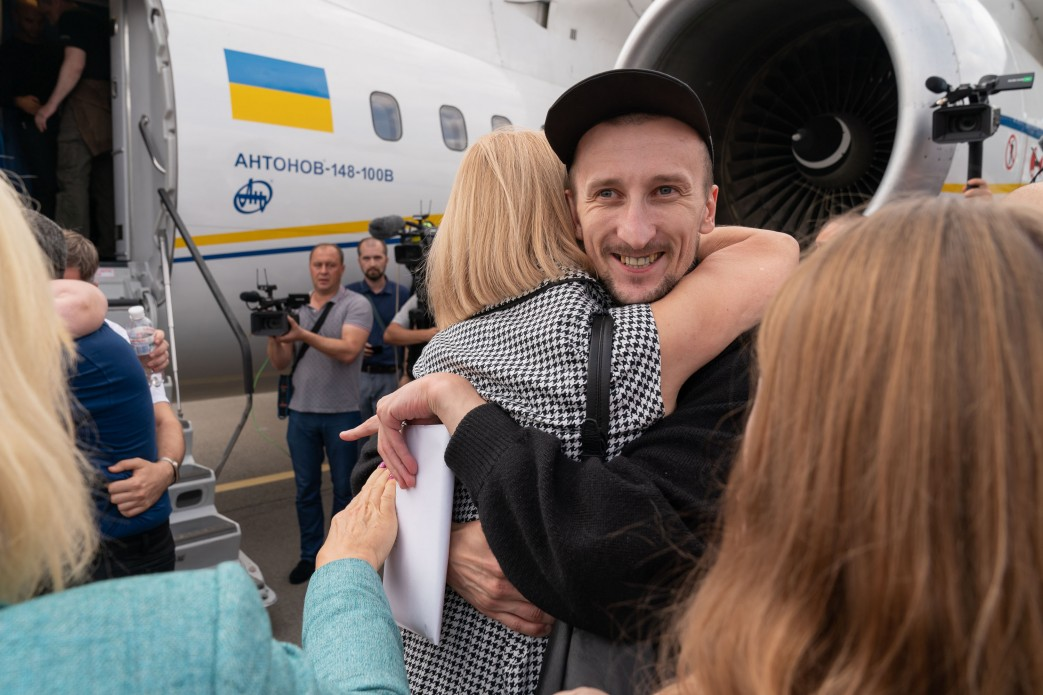
Rückkehr Koltschenkos in die Ukraine

Am 7. September 2019 wurde Koltschenko zusammen mit Oleh Senzow und 33 weiteren Personen im Rahmen eines Gefangenenaustausches zwischen der Ukraine und Russland freigelassen und nach Kiew gebracht.
Nach dem Russischen Überfall auf die Ukraine 2022 absolvierte Koltschenko im Frühjahr eine Kampfausbildung in Kiew und unterzeichnete anschließend einen Vertrag mit den Streitkräften der Ukraine. Er kämpft im Süden des Landes. Im April hat er geheiratet.